# Wer Wind Sæt
Wer Wind Sæt è il settimo album in studio del gruppo musicale tedesco Saltatio Mortis, pubblicato nel 2009.

## Tracce
1. Ebenbild – 5:14
2. Salome (feat. Doro Pesch) – 5:01
3. La Jument De Michao – 3:31
4. Letzte Worte – 4:30
5. Das Kalte Herz – 3:58
6. Rastlos – 4:03
7. Miststück – 4:26
8. Tief In Mir – 4:29
9. Aus Träumen Gebaut – 4:47
10. Manus Manum Lavat – 3:45
11. Vergessene Götter – 3:48
12. Wir Säen Den Wind – 4:31
13. Freiheit (Bonus Track) – 4:10
14. In Unseren Worten (Bonus Track) – 3:21

## Formazione
- Alea der Bescheidene - voce, cornamusa, ciaramella, arpa, Didgeridoo, bouzouki irlandese, chitarra
- Lasterbalk der Lästerliche - batteria, tamburi turchi, tamburi, timpani, percussioni, programmazione
- Falk Irmenfried von Hasen-Mümmelstein - voce, cornamusa, ciaramella, ghironda
- El Silbador - cornamusa, ciaramella, uilleann pipes, low whistle, biniou
- Bruder Frank - basso elettrico, Chapman Stick
- Herr Samoel - arpa, chitarra
- Jean Méchant der Tambour - batteria, percussioni
- Magister Flux - Pirotecnica, design